# Поповская (Тотемский район)
Поповская — деревня в Тотемском районе Вологодской области.
Входит в состав Толшменского сельского поселения, с точки зрения административно-территориального деления — в Верхнетолшменский сельсовет.
Расстояние до районного центра Тотьмы по автодороге — 113 км, до центра муниципального образования села Никольское  по прямой — 17 км. Ближайшие населённые пункты — Голебатово, Дор, Первомайский, Успенье, Юренино.
По переписи 2002 года население — 6 человек.